# جیرجیرک معمولی چمنزار
چمنزار
علمی
فرمانرو:
جانوران
رده:
حشره
راسته:
راست‌بالان
تیره:
بیشه
سرده:
Orchelimum
گونه:
vulgare
دوبخشی

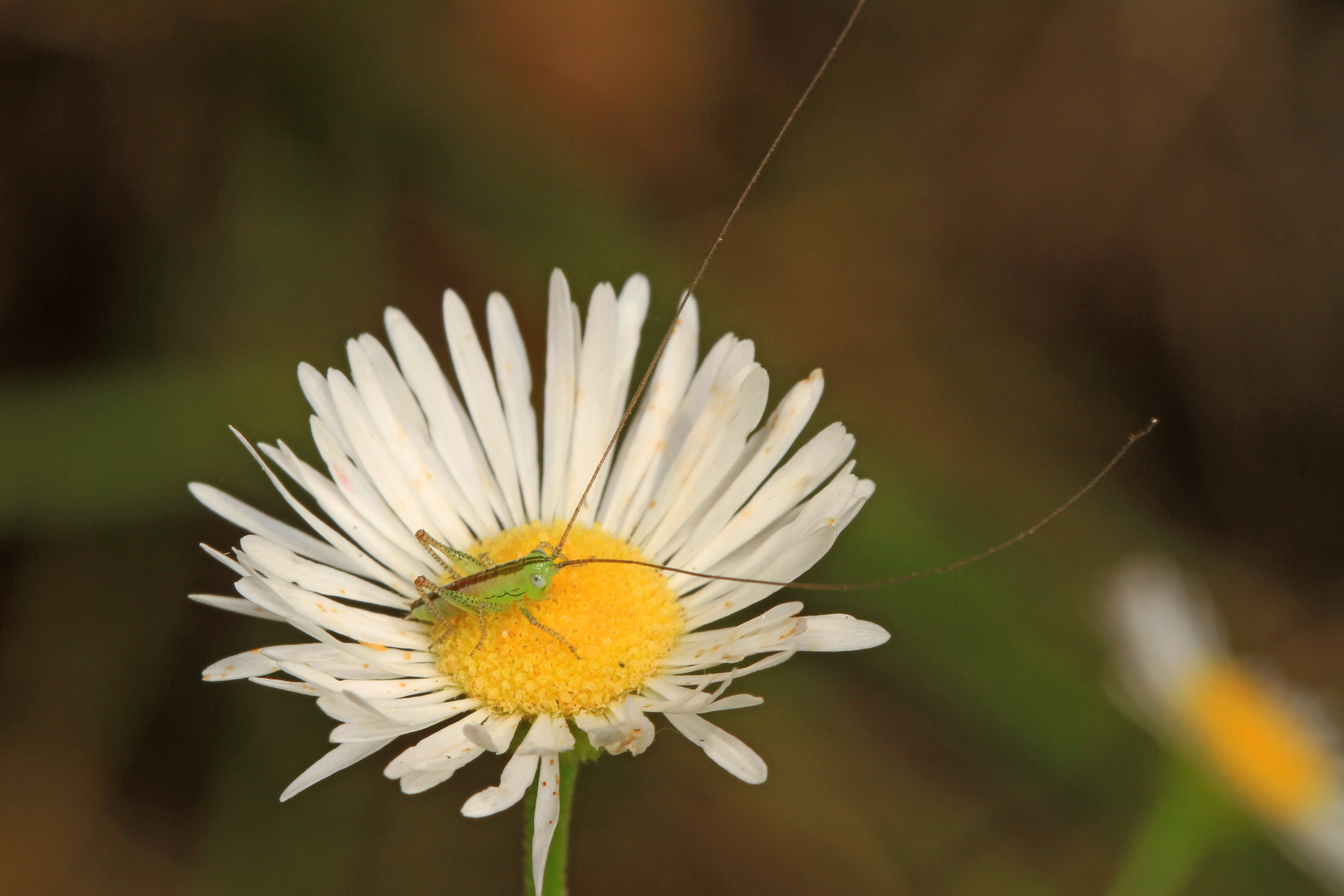
جیر جیرک معمولی چمنزار الصاق عکس توسط پژوهش گر(فردین اصلانی)

جیرجیرک معمولی چمنزار (نام علمی: Orchelimum vulgare) نام یک گونه از زیرخانواده جیرجیرک‌های سرقیفی است
جیرجیرک معمولی چمنزار (نام علمی: Orchelimum vulgare) نام یک گونه از زیرخانواده جیرجیرک‌های سرقیفی است.